# 오카미촌
오카미촌(岡見村)은 일본 시마네현 나카군에 설치되었던 촌이다. 현재의 하마다시의 일부에 해당한다.